# Phillip J. Stiles
Phillip John Stiles (* 31. Oktober 1931 in Manchester, Connecticut) ist ein US-amerikanischer Festkörperphysiker. Er war Teil des Teams, dem 1966 der Nachweis eines zweidimensionalen Elektronengases und dessen Quanteneigenschaften in Halbleitern gelang.
Stiles studierte am Trinity College in Hartford mit dem Bachelor-Abschluss in Physik 1956 und wurde 1961 an der University of Pennsylvania in Physik promoviert. Danach forschte er weiter an der Universität und 1962/63 als Fellow der National Science Foundation an der University of Cambridge in England. Ab 1963 forschte er bei IBM. 1970 wurde er Professor an der Brown University, wo er 1974 bis 1980 der Physik-Fakultät vorstand und danach bis 1986 Dekan für Forschung war. 1993 wurde er Professor an der North Carolina State University und war dort 1993 bis zu seiner Emeritierung 1998 Provost und Vizekanzler.
John Robert Schrieffer hatte 1956 Quanteneffekte beim Elektrontransport aufgrund der zweidimensionalen Geometrie in Metall-Isolator-Halbleiter-Strukturen (MOS) vorhergesagt, der Nachweis gelang aber erst Stiles, Frank Fang, Alan B. Fowler und Webster Eugene Howard bei IBM 1966 durch Anlegen starker Magnetfelder.
1988 erhielt er mit Frank Fang und Alan B. Fowler den Oliver E. Buckley Condensed Matter Prize. 1981 erhielt er die Wetherill Medal des Franklin Institute mit Fowler, Howard, Fang und Frank Stern. Er erhielt 1976 einen Senior US Scientist Award der Humboldt-Stiftung und forschte damit an der TU München. Seit 1973 ist er Fellow der American Physical Society.